# Lae Markelang
Lae Markelang is een bestuurslaag in het regentschap Dairi van de provincie Noord-Sumatra, Indonesië. Lae Markelang telt 1447 inwoners (volkstelling 2010).